# Batman Begins
Batman Begins är en brittisk-amerikansk superhjältefilm från 2005. Filmen är regisserad av Christopher Nolan och bygger på Bob Kanes och Bill Fingers serie om Batman. Filmen handlar om hur Bruce Wayne blir Batman. I huvudrollen ser vi Christian Bale som Bruce Wayne alias Batman. Alfred Pennyworth, Waynes betjänt spelas av Michael Caine. Rachel Dawes, Waynes vän och advokat. spelas av Katie Holmes. Hennes mor jobbade förut på Wayne Manor. James Gordon, poliskommissarien i Gotham City spelas av Gary Oldman. Lucius Fox, mannen som har hand om Wayne Enterprises och även en god vän till Wayne spelas av Morgan Freeman. Skurkarna i filmen är Ra's al Ghul, en av Batmans största fiender och som är expert på kampsport och som svärdsman, spelad av Liam Neeson. Jonathan Crane alias Scarecrow, spelad av Cillian Murphy och Carmine Falcone, spelad av Tom Wilkinson. Filmen nominerades för en Oscar, Bästa foto, Wally Pfister.
Filmen hade biopremiär 15 juni 2005, och fick två uppföljare, The Dark Knight 2008 och The Dark Knight Rises 2012. Batman Begins är den första i trilogin The Dark Knight Trilogy.

## Handling
Bruce Wayne (Christian Bale), sonen till den rika familjen Wayne blir vittne till hur hans föräldrar blir skjutna i en gränd av en rånare efter ett operabesök. Han ger då ett tyst löfte om att bekämpa den ondska som han själv blivit utsatt för. Han är trött på att se ett korrumperat Gotham City och söker sig till ninjan Ra's al Ghul (Ken Watanabe) för träning. Men när Bruce får reda på att all hans träning skulle sluta med att döda skoningslöst dödar han Ra's al Ghul och reser tillbaka till Gotham City. Tillsammans med butlern Alfred Pennyworth (Michael Caine) och Lucius Fox (Morgan Freeman) blir Bruce Gotham Citys brottsbekämpare: Batman

## Om filmen

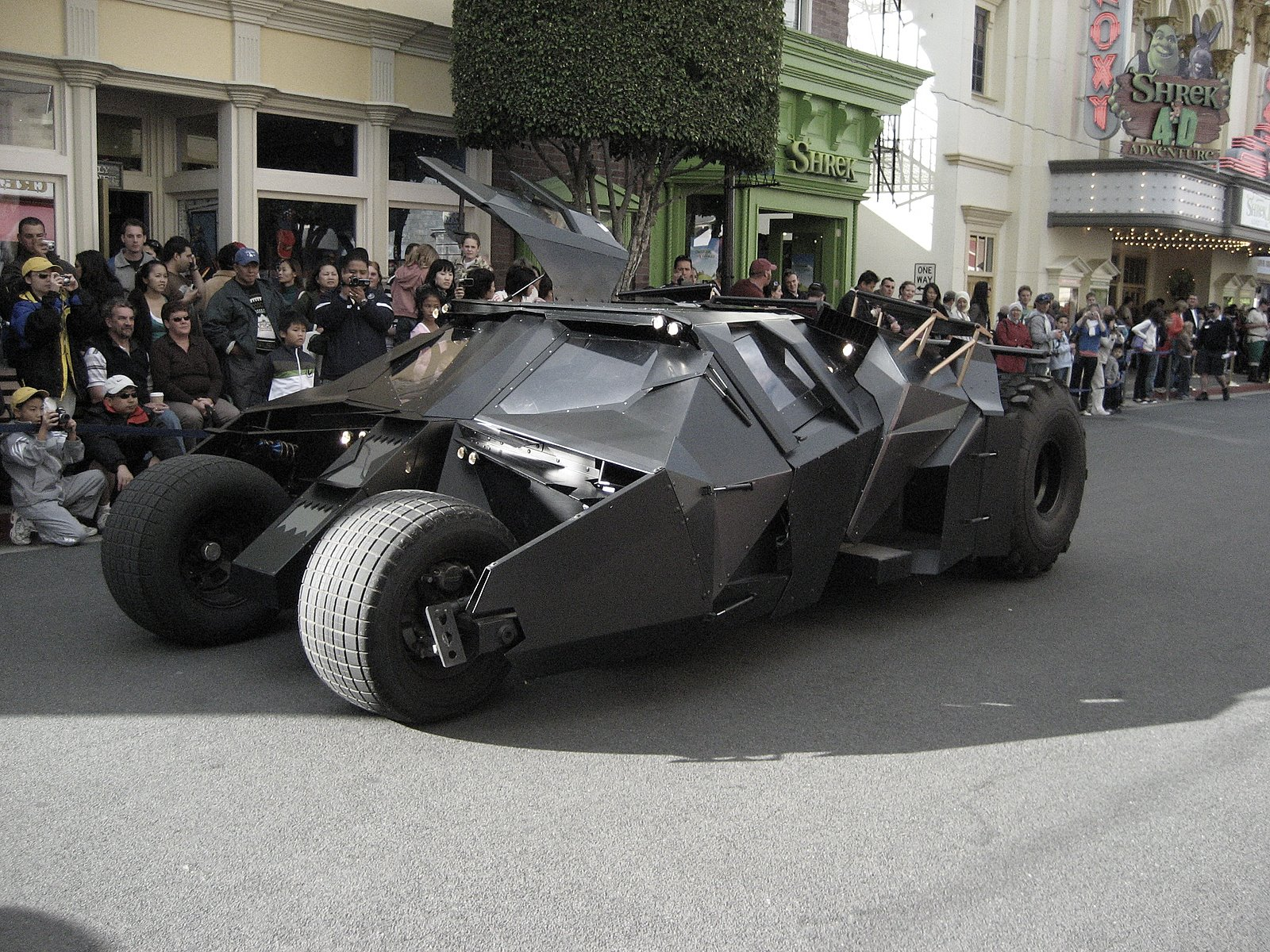
Batmobile i Batman Begins.

I januari 2003 bestämde sig Warner Bros. Pictures för att anlita Christopher Nolan för att regissera en då ej namngiven Batman-film. Tjugo månader senare skrev David S. Gover på ett kontrakt för att skriva manuset. Christian Bale fick rollen som Batman den 11 september 2003. Andra skådespelare som var tänkta för rollen var Billy Crudup, Jake Gyllenhaal, Hugh Dancy, Joshua Jackson, Eion Bailey och Cillian Murphy.
Filmningen började i mars 2004 på glaciären Vatnajökull. Nolan började filma Liam Neeson och Christian Bales duell på en realistisk rörlig isplatta, vilket gjorde hela besättningen nervös, men som gav mer realism till scenen. Den 20 mars 2004 flyttades inspelningen till London på grund av vindar upp emot 121 km/h.
Några scener filmades också på Chicagos gator som Wacker Drive och 35 East Wacker. Wayne Tower byggnaden är en form av Chicago Board of Trade Building.

## Rollista (i urval)
- Christian Bale – Bruce Wayne / Batman
- Michael Caine – Alfred Pennyworth
- Liam Neeson – Henri Ducard / Ra's al Ghul
- Katie Holmes – Rachel Dawes
- Gary Oldman – Kommissarie James Gordon
- Cillian Murphy – Dr. Jonathan Crane / Scarecrow
- Tom Wilkinson – Carmine Falcone
- Morgan Freeman – Lucius Fox
- Rutger Hauer – William Earle
- Ken Watanabe – Falsk Ra's al Ghul
- Mark Boone Junior – Arnold Flass
- Linus Roache – Thomas Wayne
- Larry Holden – Carl Finch
- Gerard Murphy – Domare Faden
- Colin McFarlane – Polismästare Gillian B. Loeb
- John Nolan – Douglas Fredericks
- Sara Stewart – Martha Wayne
- Richard Brake – Joe Chill
- Rade Šerbedžija – Uteliggare
- Tim Booth – Victor Zsasz

## Kritiskt mottagande
Filmen har fått positiva recensioner. 84% av kritiker tyckte filmen var positiv på Rotten Tomatoes Metacritic gav filmen betyget 70 av 100.
I Svenska Dagbladet fick denna filmatiseringen högsta poäng, 6 av 6, av filmkritikern Stefan Spjut den 26 juli 2005. Spjuts jämförelser med tidigare filmatiseringar utföll till dennas fördel. I Dagens Nyheter gav filmkritikern Kerstin Gezelius bra kritik och berömde "en imponerande Ragnarökfinal med svindlande behaglig fart, livlig fantasi och visuell precision".

## Publiktillströmning
Batman Begins premiärvisades i 3 858 biosalonger i USA och Kanada. Vid filmens första helg spelade den in över $40 miljoner , vilket gjorde den till helgens mest inkomstbringande film. När filmen hade varit ute i fem dagar hade den spelat in $72 miljoner. Vid andra helgen spelade filmen in över $27 miljoner . Batman Begins har spelat in totalt cirka $373 miljoner runt världen.